# TUR Siedlce
TUR Siedlce – polski klub piłkarski z siedzibą w mieście Siedlce, działający w latach 1923–1948.

## Historia
Chronologia nazw:
- 1921: T.U.R. [Towarzystwo Uniwersytetu Robotniczego] Siedlce
- 1939: klub rozwiązano
- 1944: KS OM [Organizacji Młodzieży] TUR Siedlce
- 1948: klub rozwiązano

Towarzystwo Uniwersytetu Robotniczego, w skrócie T.U.R., zostało założone w Siedlcach w 1923 roku, podobnie do innych TUR-ów, powstających w całej Polsce.
Początkowo drużyna występowała w rozgrywkach grupy Siedlce w Klasie C Warszawskiego Okręgowego Związku Piłki Nożnej (WOZPN).
Od wiosny 1928 roku, po reorganizacji przeprowadzonej przez PZPN, drużyny piłkarskie z Siedlec uczestniczyły w rozgrywkach prowadzonych przez Lubelski OZPN (LOZPN). Pierwszy sukces piłkarskiej drużyny jest zanotowany w 1930 roku, kiedy to po wygraniu grupy siedleckiej w Klasie B, potem wygrał w finale okręgówki z Hapoel Lublin i uzyskał awans do Klasy A. W 1931 roku zespół został sklasyfikowany na piątej pozycji Klasy A. W 1932 roku okręgowa Klasa A została podzielona dwie grupy - lubelską i siedlecką. Zespół został sklasyfikowany na czwartej pozycji w grupie siedleckiej. W tabelach klasy A i B z sezonu 1933 zespół już nie figuruje, stąd wniosek, że sekcja piłki nożnej w klubie zaprzestała swoją działalność. Na skutek wybuchu II wojny światowej - we wrześniu 1939 roku działalność klubu została całkowicie zawieszona.
Jesienią 1944 roku Klub Sportowy Organizacji Młodzieży Towarzystwa Uniwersytetu Robotniczego, w skrócie KS MO TUR Siedlce, został reaktywowany. W 1945 reaktywowano podokręg rozgrywkowy. Rozgrywki A klasy Siedleckiego podokręgu rozpoczęły się pod koniec czerwca, a pierwsze mecze w Siedlcach odbyły się 15 lipca. Wśród uczestników był również TUR. Zespół zajął przedostatnie 6.miejsce. 
Na mocy uchwały Prezydium Rady Ministrów z dnia 13 listopada 1948 roku Towarzystwo Uniwersytetu Robotniczego zostało postawione w stan likwidacji, również klub został rozwiązany.

## Sukcesy

### Trofea międzynarodowe
Nie uczestniczył w rozgrywkach europejskich (stan na 31-05-2024).

### Trofea krajowe
| \| \| Zdobyte trofea w rozgrywkach Polski (stan na: 31-05-2024) \| |                                                           |      |                         |
| Rozgrywki                                                          | Osiągnięcie                                               | Razy | Sezon(y)                |
| Mistrzostwo                                                        | I miejsce                                                 | 0    |                         |
| Mistrzostwo                                                        | II miejsce                                                | 0    |                         |
| Mistrzostwo                                                        | III miejsce                                               | 0    |                         |
| Puchar                                                             | zdobywca                                                  | 0    |                         |
| Puchar                                                             | finalista                                                 | 0    |                         |
| II liga                                                            | I miejsce                                                 | 0    |                         |
| II liga                                                            | II miejsce                                                | 0    |                         |
| II liga                                                            | III miejsce                                               | 0    |                         |
| II liga                                                            | 4.miejsce                                                 | 1    | 1931 (gr.Siedlce LOZPN) |
| Polska                                                             | Zdobyte trofea w rozgrywkach Polski (stan na: 31-05-2024) |      |                         |

- Lubelska Klasa B
  - mistrz (1): 1930

## Poszczególne sezony

### Rozgrywki międzynarodowe

#### Europejskie puchary
Klub nie uczestniczył w rozgrywkach europejskich.

### Rozgrywki krajowe
| \| Polska \| Bilans występów klubu w rozgrywkach piłkarskich Polski (Stan na 31 maja 2024 r.) \| \| |                                                                                  |        |       |   |   |   |    |    |     |                      |        |        |      |
| Poziom                                                                                              | Rozgrywki                                                                        | Sezony | Mecze | Z | R | P | B+ | B– | Pkt | Lata                 | Awanse | Spadki | Naj. |
| I                                                                                                   | Liga                                                                             | 0      |       |   |   |   |    |    |     |                      |        |        |      |
| II                                                                                                  | Klasa A / Liga Okręgowa                                                          | 6      |       |   |   |   |    |    |     | 1931–1932, 1945–1948 | 0      | 1      | 4    |
| III                                                                                                 | Klasa B / Klasa A                                                                | 1+     |       |   |   |   |    |    |     | 192?–1930            | 1      | 0      | 1    |
| IV                                                                                                  | III liga / Klasa C / Klasa B                                                     | 3+     |       |   |   |   |    |    |     | 192?–192?            | 1      | 0      | ?    |
| | Puchar Polski                                                                    | 0      |       |   |   |   |    |    |     |                      |        |        |      |
| Polska                                                                                              | Bilans występów klubu w rozgrywkach piłkarskich Polski (Stan na 31 maja 2024 r.) |        |       |   |   |   |    |    |     |                      |        |        |      |

## Struktura klubu

### Stadion
Drużyna rozgrywała swoje mecze domowe w Siedlcach na boisku dywizyjnym.

## Kibice i rywalizacja z innymi klubami

### Derby
- KS Gwiazda Siedlce
- KS Gwardia Siedlce (KS MO)
- KS Pogoń Siedlce (Ognisko, ZMP/Związkowiec, Kolejarz/Pogoń)
- KS Strzelec Siedlce
- WKS 9 pac Siedlce
- WKS 22 pp Siedlce
- WKS Piechur Siedlce
- ŻKS Maccabi Siedlce
- ŻKS Kadimah Siedlce
- ŻKS Kraft Siedlce